# 美濃町立美濃高等学校
美濃町立美濃高等学校（みのちょうりつみのこうとうがっこう）とは、かつて岐阜県武儀郡美濃町（現在の美濃市）にあった公立の高等学校。

## 概要
武儀郡美濃町が設置した定時制高校であり、岐阜県武儀郡美濃高等学校とも称していた。分校として津保谷分校、神渕分校が設置されていた。
同じ美濃町内にある岐阜県立武義高等学校に定時制が設置されることとなったため、1950年（昭和25年）に岐阜県立武義高等学校に統合され廃校。

## 沿革
- 1946年（昭和21年）3月 - 美濃町立家政女学校として開校。家政科、研究科、専科を設置。校舎は美濃青年学校の校舎の一部を使用する。
- 1948年（昭和23年）
  - 4月1日 - 美濃町立美濃高等学校に改称する。定時制普通科を設置。
  - 11月15日 - 武儀郡神渕村に神渕分校を設置。
- 1949年（昭和24年）4月1日 - 武儀郡富之保村に津保谷分校を設置。
- 1950年（昭和25年）3月31日 - 岐阜県立武義高等学校に統合され廃校。神渕分校は加茂高等学校に移管され加茂高等学校神渕分校に、津保谷分校は岐阜県立武義高等学校に移管され、岐阜県立武義高等学校津保谷分校に改称する。